# Biến thể Shogi
Một biến thể Shogi là một trò chơi có liên quan hoặc bắt nguồn từ shogi Nhật Bản. Nhiều biến thể của shogi đã được phát triển qua nhiều thế kỷ, từ một số trò chơi kiểu cờ vua cỡ lớn nhất từng được chơi đến một số trò chơi cỡ nhỏ nhất. Một vài trong số các biến thể này vẫn được chơi thường xuyên, mặc dù không có biến thể nào phổ biến như shogi.
Quy tắc thả quân, thường được coi là điểm đáng chú ý nhất của shogi, lại không có trong hầu hết các biến thể của shogi, do đó cách chơi của các biến thể này giống như các biến thể cờ vua khác, với bàn cờ trở nên ít quân hơn khi hầu hết các quân cờ đã bị loại bỏ. Điều này đặc biệt đúng với các biến thể lớn hơn shogi chuẩn - trên thực tế, biến thể lớn nhất  còn quy tắc thả quân là wa shogi, chơi trên bàn cờ rộng 11 × 11 ô vuông.

## Tiền thân của Shogi hiện đại
Một số loại cờ gần như chắc chắn đã đến Nhật Bản vào thế kỷ thứ 9, nếu không sớm hơn, nhưng các mô tả sớm nhất còn sót lại của Nhật Bản về các quy tắc chơi cờ có từ đầu thế kỷ 12, vào thời kỳ Heian. Không may, mô tả này không cung cấp đủ thông tin để chơi trò chơi, nhưng điều này không ngăn mọi người cố gắng tái tạo lại bản shogi ban đầu này, thường được gọi là Heian shogi (平安 将 棋). Quy tắc di chuyển của các quân cờ giống như trong shogi hiện đại, nhưng không có quân Xe hoặc quân Tượng. Độ lớn của bàn cờ có vẻ là 9x8 hoặc 8x8. Thiết lập ban đầu của bàn cờ không được biết đến, nhưng có thể giả định một cách hợp lý là giống như trong shogi hiện đại (trừ quân Xe và quân Tượng, và trừ một quân Kim tướng trong trường hợp độ rộng bàn là 8 × 8), nhưng có thể quân tốt bắt đầu ở hàng thứ hai hơn là thứ ba. Có thể giả định một cách an toàn rằng trò chơi đã được chơi mà không có quy tắc thả quân, vì các quân cờ yếu được phong cấp thành Kim tướng, thay vì chỉ di chuyển như Kim tướng.
Vào thế kỷ 16, trò chơi đã có một hình thức gần với Shogi hiện đại hơn: nó được chơi trên một bàn cờ rộng 9 × 9 ô với thiết lập ban đầu tương tự như trong shogi hiện đại, ngoại trừ việc có thêm một quân cờ (Túy tượng) đứng trước mặt quân Vua. Hình thức trò chơi này được biết đến với tên gọi sho shogi (小将 棋), có nghĩa là "Cờ tướng nhỏ". (Mặc dù độ rộng 9 × 9 có vẻ không nhỏ, nhưng nó nhỏ hơn các biến thể shogi khác phổ biến vào thời điểm đó.) Quân túy tượng đã bị loại bỏ bởi Hoàng đế Go-Nara (trị vì 1526–1557), và người ta cho rằng quy tắc thả quân đã được đưa ra cùng thời điểm, tạo ra bản shogi như chúng ta biết ngày nay.

## Các biến thể chơi trên bàn cờ lớn
Có một số biến thể shogi được chơi trên bàn cờ với độ rộng lớn hơn 9 × 9 ô. Các biến thể này đều đã khá cũ và có thể được chơi mà không có quy tắc thả quân. Michael C. Vanier nói, "Người ta cho rằng những trò chơi bàn cờ thực sự khổng lồ (từ dai trở lên) chưa bao giờ thực sự được chơi ở mức độ đáng kể [...] và chỉ được nghĩ ra để những người sáng tạo có thể có được niềm vui khi phát minh ra những trò chơi bàn cờ khổng lồ, làm kinh ngạc bạn bè của họ và khiến đối thủ của họ bối rối. Tuy nhiên, các biến thể Shogi như tenjiku shogi ít nhất cũng có thể chơi được, giả sử ai đó có đủ thời gian."
Các tài liệu thế kỷ 12 cũng mô tả hình thức shogi thời Heian cũng mô tả một biến thể được chơi trên bàn cờ rộng 13 × 13 ô, hiện được gọi là Heian dai shogi (平安 大将 棋). Cũng như các shogi Heian nhỏ hơn, các quy tắc của trò chơi này đã bị thất truyền.
Biến thể Shogi bàn cờ lớn phổ biến nhất là chu shogi (中将 棋), được chơi trên bàn cờ rộng 12 × 12 ô. Tên có nghĩa là shogi trung bình, và trò chơi đôi khi được gọi như vậy bằng tiếng Việt. Chu shogi đã tồn tại ít nhất từ thế kỷ 14; có những tài liệu tham khảo trước đó, nhưng không rõ ràng là chúng đã đề cập đến trò chơi như chúng ta biết bây giờ. Chu shogi được biết đến nhiều nhất với một quân cờ gọi là quân Sư tử, di chuyển như quân Vua nhưng hai lần một lượt. Trò chơi vẫn thường được chơi ở Nhật Bản vào đầu thế kỷ 20, nhưng không phổ biến. Tuy nhiên, nó đã thu hút được một số tín đồ ở phương Tây. Tác phẩm tham khảo về Chu shogi chính bằng tiếng Anh là Middle Shogi Manual của George Hodges.
Các biến thể shogi cỡ lớn thời Trung cổ khác là wa shogi (11 × 11, đôi khi được chơi với quy tắc thả quân), dai shogi (大将 棋, "Đại Tướng kỳ", 15 × 15), tenjiku shogi (天竺 将 棋,  "Thiên Trúc tướng kỳ", 16 × 16), dai dai shogi (大大 将 棋," Đại đại Tướng kỳ", 17 × 17), maka dai dai shogi (摩訶 大大 将 棋," Ma Ha Đại đại Tướng kỳ ", 19 × 19) và tai shogi (泰 将 棋, "Thái Tướng kỳ", 25 × 25). Những biến thể này có niên đại ít nhất từ thế kỷ 17. Tai shogi từng được cho là biến thể cờ vua lớn nhất thế giới, nhưng gần đây các ghi nhận về một biến thể thậm chí còn lớn hơn, taikyoku shogi (大局 将 棋, "Đại cục Tướng kỳ", 36 × 36), đã được phát hiện. Tuy nhiên, không có bằng chứng cho thấy bất kỳ biến thể nào trong số đó thường được chơi ngoài Dai shogi. Trong khi một số bộ dành cho dai dai shogi, maka dai dai shogi và tai shogi được biết là đã được sản xuất, chúng dường như chỉ nhằm mục đích trưng bày chứ không phải để chơi trên thực tế. Hơn nữa, các nguồn cho các quy tắc chơi của các biến thể lớn hơn có xu hướng bất đồng với nhau về nhiều vấn đề cụ thể, thậm chí bao gồm cả các nước đi của các quân cờ, như vậy là chỉ có chu shogi và dai shogi mới biết rõ các quy tắc chơi có từ lịch sử là gì, và một số khuyết điẻm nhỏ vẫn phát sinh trong phần sau với những tình huống hiếm hoi. Trong trường hợp của wa shogi và tenjiku shogi, các quy tắc lịch sử có thể được đoán ra một cách chắc chắn, nhưng chúng không có nghĩa là được chấp nhận rộng rãi trong số những người chơi đương thời.
Biến thể bảng lớn được biết đến gần đây nhất là ko shogi (廣将棋 hoặc 廣象棋 "Quảng Tướng kỳ" hoặc "Quảng Tượng kỳ", 19 × 19), được chơi trên một bàn cờ vây và kết hợp các yếu tố của cờ tướng  Ko shogi là một sự bất thường về sự phụ thuộc lẫn nhau của các quân cờ và các quy tắc phong cấp phức tạp, nhưng cũng không có bằng chứng nào cho thấy nó đã từng được chơi.
Trong số các biến thể bảng lớn từng được biết đến trong lịch sử, chỉ có wa shogi (11 × 11), chu shogi (12 × 12), tenjiku shogi (16 × 16) và maka dai dai shogi (19 × 19) là có số lượng người theo dõi hạn chế ngày nay. Có một cộng đồng dành cho người chơi chu shogi ở Nhật Bản, cũng như một số nỗ lực để hồi sinh maka dai dai shogi, mặc dù cả hai nỗ lực đều đã thay đổi một chút các quy tắc so với các quy tắc chơi trong lịch sử - đáng kể hơn đối với maka dai dai shogi, không giống như chu shogi vốn nổi tiếng trước đây vẫn còn trong ký ức mỗi người chơi. Tenjiku shogi đã thu hút một số người phương Tây vào khoảng đầu thiên niên kỷ, mặc dù không theo luật chơi đã có từ lịch sử.

## Các biến thể
Đây là một số biến thể shogi mới và cũ đã được phát minh. Các biến thể được sắp xếp theo trình tự từ nhỏ nhất đến lớn nhất, từ cũ nhất đến mới nhất.

### Biến thể cỡ nhỏ
| Tên             | Độ rộng    | Số lượng quân cờ | Phát minh vào                     | Phát minh bởi                    | Ghi chú |
| --------------- | ---------- | ---------------- | --------------------------------- | -------------------------------- | --- |
| 9 grid shogi    | 3×3        | đa dạng          | 2016                              | Teruichi Aono                    | Sử dụng 40 cách kết hợp quân cờ và vị trí bắt đầu khác nhau. Hàng đầu tiên và cuối cùng là khu vực phong cấp. Tất cả các quy tắc khác tương tự như shogi truyền thống. Được thiết kế để dạy shogi. Tên của nó trong tiếng Nhật là ９ マ ス 将 棋 kyu-masu shogi. |
| Dobutsu shogi   | 3×4        | 4                |                                   | Madoka Kitao                     | Trò chơi dành cho trẻ em. Cũng được bán với tên "Let's Catch the Lion!" |
| Micro shogi     | 4×5        | 5                | trước 1982                        | Ōyama Yasuharu?                  | Các quân cờ luân phiên giữa trạng thái thăng cấp và giảm cấp sau mỗi lần ăn quân. |
| Mini shogi      | 5×5        | 6                | c. 1970                           | Shigenobu Kusumoto               | Có thể ông đã khám phá lại thay vì phát minh ra nó. Tương đối phổ biến. |
| Kyoto shogi     | 5×5        | 5                | c. 1976                           | Tamiya Katsuya                   | |
| Goro goro shogi | 5×6        | 8                |                                   |                                  | Khu vực phong cấp của mỗi người chơi bao gồm hai hàng xa nhất so với người chơi. Cũng không có quân cờ tầm xa như Xe và Tượng, mặc dù có một biến thể mà mỗi người chơi có một quân Quế mã và một quân Hương xa.                                                 |
| Judkins shogi   | 6×6        | 7                | trước 4-1998                      | Paul Judkins từ Norwich, England | |
| Whale shogi     | 6×6        | 12               | 1981                              | R. Wayne Schmittberger of USA    | Tất cả quân cờ được đặt tên theo tên các loài Cá voi. |
| Tori shogi      | 7×7        | 16               | sau thế kỷ 18                     | Toyota Genryu                    | Tất cả các quân cờ được đặt tên theo các loài chim. Có quy tắc thả quân. Là một trong những biến thể shogi phổ biến hơn. |
| Yari shogi      | 7×9        | 14               | 1981                              | Christian Freeling, Hà Lan       | Ngoại trừ tướng (Vua) và quân tốt, tất cả các quân cờ đều có cách di chuyển thẳng đứng, giống như trường phái shogi Hương xa. |
| EuroShogi       | 8×8        | 16               | 2000+                             | Vladimír Pribylinec              | Các quân cờ khác màu, có biểu tượng của cờ vua. Hướng của người chơi quyết định hướng đi của quân cờ. |
| Heian shogi     | 8×8 or 9×8 | 16 or 18         | c. 1120 hoặc trước; Thời kỳ Heian |                                  | Một dạng shogi sơ khai. |

### Biến thể cỡ trung bình
| Tên           | Độ rộng bàn cờ | Số lượng quân cờ | Phát minh vào    | Phát minh bởi                           | Ghi chú |
| ------------- | -------------- | ---------------- | ---------------- | --------------------------------------- | --- |
| Sho shogi     | 9×9            | 21               | Thời kỳ Kamakura |                                         | Nguồn gốc của Shogi hiện đại. |
| Shogi         | 9×9            | 20               | Thế kỷ 16        |                                         | Giới thiệu luật thả quân. |
| Cannon shogi  | 9×9            | 20               | Tháng 2 1998     | Peter Michaelsen                        | Shogi có thêm quân pháo kiểu cờ tướng.                                                                                                   |
| Hasami shogi  | 9×9            | 9 hoặc 18        |                  |                                         | Giống ludus latrunculorum. Không giống cách chơi Shogi.                                                                                  |
| Hand shogi    | 9×9            | 19               | early 1997       | John William Brown, Lewisville, Arizona | Bắt đầu ván cờ với 10 quân cờ có thể thả.                                                                                                |
| Annan shogi   | 9×9            | 20               |                  |                                         | Một biến thể shogi tiêu chuẩn của Hàn Quốc trong đó các quân cờ sẽ được phong cấp thành các quân cờ đằng sau chúng. Phổ biến ở Nhật Bản. |
| Unashogi      | 9×9            | 20               | 1994             | Edward Jackman                          | Bắt đầu ván cờ với nước thả quân |
| Masonic shogi | 9×9            | 20               | 1987             | George R. Dekle, Sr.                    | Hàng so le như tường gạch, di chuyển thay đổi; còn lại thì như shogi.                                                                    |
| Hexshogi      | 85 ô lục giác  | 20               | 1986             | George R. Dekle, Sr.                    | Ô cờ hình lục giác, di chuyển thay đổi; còn lại thì như shogi.                                                                           |
| Trishogi      | 9×10           | 20               | 1987             | George R. Dekle, Sr.                    | Ô cò hình tam giác, di chuyển thay đổi; còn lại thì như shogi.                                                                           |

### Biến thể cỡ lớn
| Tên                | Độ rộng bàn cờ | Số lượng quân cờ | Dạng quân cờ | Số cách di chuyển | Phát minh vào                              | Đề cập lần đầu tiên           | Phát minh bởi      | Ghi chú |
| ------------------ | -------------- | ---------------- | ------------ | ----------------- | ------------------------------------------ | ----------------------------- | ------------------ | --- |
| Okisaki shogi      | 10×10          | 22               | 9            | 11                | c. 1996                                    | c. 1996                       | Masayuki Nakayachi | |
| Wa shogi           | 11×11          | 27               | 17           | 22                | thế kỷ 17; Thời kỳ Edo                     | 1694 Shōgi Zushiki            |                    | Tất cả quân cờ được đặt tên theo các loài vật. Thỉnh thoảng cũng được chơi |
| Chu shogi          | 12×12          | 46               | 21           | 28                | khoảng từ thế kỷ 14; Thời kỳ Muromachi     | 1350 Yūgaku ōrai              |                    | Phiên bản dai shogi nhỏ hơn với ít quân cờ hơn (loại bỏ những quân cờ yếu nhất) và thiết lập ban đầu của bàn cờ khác nhau. Là biến thể phổ biến nhất trong số các biến thể cỡ lớn. |
| Heian dai shogi    | 13×13          | 34               | 13           | 14                | Thời kỳ Heian                              | 1230 Nichūreki                |                    | |
| Dai shogi          | 15×15          | 65               | 29           | 36                | c. 1230; Kamakura period                   | 1300 Futsū Shōdōshū           |                    | |
| Tenjiku shogi      | 16×16          | 76               | 36           | 43                | thế kỷ 15 đến thế kỷ 16; Thời kỳ Muromachi | 1694 Shōgi Zushiki            |                    | Phiên bản mở rộng của chu shogi với nhiều quân cờ hơn (thêm nhiều quân cờ mạnh hơn) và thiết lập ban đầu của bàn cờ khác nhau. Một trong những biến thể cỡ lớn tương đối phổ biến. |
| Dai dai shogi      | 17×17          | 96               | 64           | 68                | thế kỷ 15; Thời kỳ Muromachi               | 1443 Shōgi Rokushu no Zushiki |                    | |
| Maka dai dai shogi | 19×19          | 96               | 50           | 76                | thế kỷ 15; Thời kỳ Muromachi               | 1443 Shōgi Rokushu no Zushiki |                    | Thỉnh thoảng được chơi, mặc dù luật có thay đổi chút ít. |
| Ko shogi           | 19×19          | 90               | 34           | 53                | thế kỷ 17; Thời kỳ Edo                     | 1694 Shōgi Zushiki            | Ogyū Sorai         | Một phần dựa trên cờ tướng và vũ khí tầm xa. |
| Tai shogi          | 25×25          | 177              | 93           | 101               | thế kỷ 15; Thời kỳ Muromachi               | 1443 Shōgi Rokushu no Zushiki |                    | |
| Taikyoku shogi     | 36×36          | 402              | 208          | 300               | Thời kỳ Edo                                | 1694 Shōgi Zushiki            |                    | |

### Biến thể nhiều người chơi
| Tênn         | Độ rộng bàn cờ      | Số lượng quân cờ | Phát minh vào | Phát minh bởi     | Ghi chú      |
| ------------ | ------------------- | ---------------- | ------------- | ----------------- | ------------ |
| Sannin shogi | 7×7×7 hình lục giác | 18               | c. 1930       | Tanigasaki Jisuke | 3 người chơi |
| Yonin shogi  | 9×9                 | 9                | 1993          | Ota Mitsuyasu     | 4 người chơi |

### Biến thể 3 chiều
| Tên         | Độ rộng bàn cờ | Số lượng quân cờ | Phát minh vào | Phát minh bởi        | Ghi chú                                       |
| ----------- | -------------- | ---------------- | ------------- | -------------------- | --------------------------------------------- |
| Space shogi | 9×9×9          | 20               | 1987          | George R. Dekle, Sr. | Bàn cờ được thay thế bằng không gian ba chiều |